# Jan Serada
Ivan Mikitavič Serada známý především jako Jan nebo Janko Serada (bělorusky: Ян Серада; 13. května 1879 - po 19. listopadu 1943) byl běloruský politik a první předseda vlády Běloruské lidové republiky, jež vznikla roku 1918. Ve 30. letech se stal obětí stalinských represí.

## Život
Narodil se v Minské gubernii Ruské říše (dnešní Brestská oblast v Bělorusku). Roku 1903 vystudoval veterinární školu ve Varšavě a poté i jako veterinář pracoval. Učil též na zemědělské škole v Marjině Horce. Zapojil se do politiky, když se stal členem Běloruského socialistického shromáždění (Беларуская сацыялістычная грамада). Bojoval v řadách Ruské imperiální armády v rusko-japonské válce (1904-1905) i první světové válce. V roce 1917 byl zvolen předsedou Prvního všeběloruského kongresu (Першы Ўсебеларускі кангрэс). Když pak byla vyhlášena nezávislá Běloruská republika, postavil se do čela její první vlády, neboli Rady (Рада Беларускай Народнай Рэспублікі). V únoru 1918 se z titulu této funkce zúčastnil Brestlitevských mírových jednání. Když byla v roce 1919 Běloruská lidová republika zlikvidována a zemi zabrala sovětská Rudá armáda, Serada patřil k nemnoha vysokým představitelům padlého státu, kteří neemigrovali. Pracoval na ministerstvu zemědělství Běloruské sovětské socialistické republiky, učil a publikoval v oboru zemědělství. Jeho minulost mu však stalinský režim nezapomněl. Roku 1930 byl zatčen tajnou policií NKVD a obviněn z podílu na spiknutí a členství v údajné Unii pro osvobození Běloruska. Trest dostal roku 1931 mírný - oproti jiným obviněným - a to čtyři roky vyhnanství. V roce 1941 byl ale zatčen znovu a odsouzen na deset let nucených prací v táboře gulag. Propuštěn na svobodu byl 9. listopadu 1943, pravděpodobně v souvislosti s vývojem druhé světové války, ale jeho další osudy se historikům nepodařilo vypátrat. Rehabilitován byl v roce 1988 a 1989.